# Franklin (Name)
Franklin ist ein englischer Familienname, der auch als männlicher Vorname verwendet wird.

## Herkunft und Bedeutung
Die Standesbezeichnung franklin bedeutete im Mittelalter die Zugehörigkeit zum Stand der Freien. Der Name entspricht damit im deutschen Sprachraum verbreiteten Familiennamen wie Frei, Frey, Frank und Wollny.

## Verbreitung des Vornamens
Der Name kommt in Deutschland seit 2013 fast jährlich in der Namensgebung vor. In den letzten 10 Jahren wurde er rund 80 Mal vergeben. In der Schweiz tragen 181 Personen den Namen (Stand 2023). In Österreich wird der Name seit der Jahrtausendwende ab und zu vergeben, seitdem 13 Mal.
In Frankreich wurde der Name Mitte der 1940er Jahre populär, danach sank seine Beliebtheit stark. Die beste Platzierung erzielte er im Jahr 1945 mit Rang 201. Franklin befindet sich in England und Wales seit 1996 stets in den Top-1000. Seit 2013 sogar in den Top-400. In Schottland wird der Name hin und wieder bei der Namenswahl berücksichtigt, von 1974 bis 2023 circa 40 Mal. Der Name befindet sich in Irland seit 1964 jedes Jahr in den Vornamenscharts. Er gilt aber als nur mäßig beliebt. In Nordirland ist der Name seit Anfang der 2010er Jahre fast jährlich in den Hitlisten anzutreffen, er wird aber in einem geringen Umfang vergeben. Die Vergabe ist auch in Polen nachgewiesen. In Dänemark, Norwegen und Schweden taucht der Name hin und wieder in den Vornamenscharts auf.
In den USA befindet sich der Name Franklin seit 1880 jährlich in den Hitlisten. Zwischen 1880 und Ende der 1960er Jahre lag er in den Top-200, danach ging seine Popularität zurück. Von Anfang der 1930er bis zu den 1940er Jahren hatte er seine Hochphase, in dieser Zeit belegte er im Jahr 1933 mit Rang 33 den besten Platz. Seit 2012 befindet sich der Name wieder in einem leichten Aufwärtstrend. Von 1930 bis 2023 wurde er 117.000 Mal gewählt. Der Name lag in Kanada von Anfang der 1920er bis Mitte der 1940er Jahre hin und wieder in den Top-100.

## Namensträger

### Familienname
- Alberto Martin-Franklin (1876–1943), italienischer Diplomat und Politiker
- Allan Franklin (* 1938), US-amerikanischer Wissenschaftshistoriker, Physiker und Philosoph
- Andra Franklin (1959–2006), US-amerikanischer American-Football-Spieler
- Aretha Franklin (1942–2018), US-amerikanische Sängerin
- Ann Smith Franklin (1696–1763), britische Druckerin und Verlegerin
- Barbara Franklin (* 1940), US-amerikanische Politikerin und Managerin
- Benjamin Franklin (1706–1790), US-amerikanischer Politiker und Naturwissenschaftler
- Benjamin Joseph Franklin (1839–1898), US-amerikanischer Politiker
- Bernard Franklin (1889–1937), britischer Turner
- Bonnie Franklin (1944–2013), US-amerikanische Schauspielerin
- C. J. Franklin (* 1994), US-amerikanischer Eishockeyspieler, siehe C. J. Suess
- C. L. Franklin (1915–1984), US-amerikanischer Theologe und Bürgerrechtler
- Carl Franklin (* 1949), US-amerikanischer Filmschaffender
- Carolyn Franklin (1944–1988), US-amerikanische Singer-Songwriterin
- Charles D. Franklin (1931–1992), US-amerikanischer Generalleutnant
- Charles Samuel Franklin (1879–1964), britischer Radiotechniker
- Chester M. Franklin (1890–1954), US-amerikanischer Filmregisseur, Schauspieler, Produzent und Autor
- Christine Ladd-Franklin (1847–1930), US-amerikanische Mathematikerin und Psychologin
- Craig A. Franklin (* um 1959), pensionierter Generalmajor der US Air Force
- Damião António Franklin (1950–2014), angolanischer Geistlicher, Erzbischof von Luanda
- Diane Franklin (* 1962), US-amerikanisches Fotomodell und Schauspielerin
- Don Franklin (* 1960), US-amerikanischer Schauspieler
- Dorothea Zucker-Franklin (1929–2015), US-amerikanische Ärztin
- Edward Curtis Franklin (1862–1937), US-amerikanischer Chemiker
- Edward C. Franklin (1928–1982), US-amerikanischer Immunologe und Physiker
- Emree Franklin (* 1996), US-amerikanische Schauspielerin
- Eric Franklin (* 1957), Schweizer Tänzer und Choreograf
- Erma Franklin (1938–2002), US-amerikanische Sängerin
- Farrah Franklin (* 1981), US-amerikanische Sängerin und Schauspielerin
- Frederic Franklin (1914–2013), britischer Tänzer und Regisseur
- Gretchen Franklin (1911–2005), britische Schauspielerin
- H. Bruce Franklin (1934–2024), US-amerikanischer Kulturhistoriker
- Henrietta Franklin (1866–1964), britische Erzieherin, Frauenwahlrechtsaktivistin und Sozialreformerin
- Henry Franklin (* 1940), US-amerikanischer Jazzmusiker
- Howard Franklin, US-amerikanischer Drehbuchautor und Filmregisseur
- James Franklin (Drucker) (1697–1735), britischer Drucker und Verleger in Neuengland, älterer Bruder Benjamin Franklins
- James Franklin (Naturforscher) (um 1783–1834), britischer Soldat und Vogelkundler
- James Geoffrey Franklin (* 1972), US-amerikanischer Footballtrainer
- James Franklin (Cricketspieler) (* 1980), neuseeländischer Cricketspieler
- James L. Franklin, US-amerikanischer Meteorologe
- James McWillie Franklin (1942–2024), kanadischer Geologe, Preisträger der Penrose Gold Medal 2014
- Jerry F. Franklin (* 1937), US-amerikanischer Ökologe
- Jesse Franklin (1760–1823), US-amerikanischer Politiker
- Joe Franklin (1926–2015), US-amerikanischer Moderator
- John Franklin (1786–1847), britischer Konteradmiral und Polarforscher
- John Franklin (Schauspieler) (* 1959), US-amerikanischer Schauspieler und Drehbuchautor
- John Franklin-Myers (* 1996), US-amerikanischer American-Football-Spieler
- John Hope Franklin (1915–2009), US-amerikanischer Historiker
- John Rankin Franklin (1820–1878), US-amerikanischer Politiker
- Jonathan Franklin (* 1964), US-amerikanischer Journalist und Fernsehkommentator
- Joseph Paul Franklin (1950–2013), US-amerikanischer Serienmörder
- Kenneth Franklin (1923–2007), US-amerikanischer Astronom
- Kim Franklin (* 1955), südafrikanischer Tiermaler
- Kirk Franklin (* 1970), US-amerikanischer Musiker
- Larissa Franklin (* 1993), kanadische Softballspielerin
- Lidija Franklin (1917–2019), russische Tänzerin, Tanzpädagogin und Choreografin
- Mallia Franklin (1952–2010), US-amerikanische Sängerin und Songschreiberin
- Mallory Franklin (* 1994), britische Kanutin
- Manuel Franklin da Costa (1921–2003), angolanischer Geistlicher, Erzbischof von Lubango
- Martha Minerva Franklin (1870–1968), US-amerikanische Krankenschwester
- Martin E. Franklin (* 1964), US-amerikanischer Manager und Investor
- Matt Franklin, US-amerikanischer Kryptologe
- Melissa Franklin (Physikerin) (Melissa Eve Bronwen Franklin; * 1956), kanadisch-US-amerikanische Physikerin
- Melvin Franklin (1942–1995), US-amerikanischer Sänger (Bass)
- Meshack Franklin (1772–1839), US-amerikanischer Politiker
- Miles Franklin (1879–1954), australische Schriftstellerin
- Missy Franklin (Melissa Jeanette Franklin; * 1995), US-amerikanische Schwimmerin
- Neil Franklin (1922–1996), britischer Fußballspieler und -trainer
- Nelson Franklin, US-amerikanischer Schauspieler
- Otto von Franklin (1830–1905), deutscher Rechtshistoriker und Hochschullehrer
- Pamela Franklin (* 1950), britische Schauspielerin
- Paul Franklin (* 1966), britischer Filmtechniker
- Rich Franklin (* 1974), US-amerikanischer Mixed-Martial-Arts-Kämpfer
- Richard Franklin (Schauspieler) (1936–2023), britischer Schauspieler und Politiker
- Richard Franklin (Regisseur) (1948–2007), australischer Regisseur
- Richard C. Franklin, Tontechniker
- Robert Franklin (* 1981), US-amerikanischer Basketballspieler
- Robin James Milroy Franklin (* 1962), britischer Neurowissenschaftler
- Rosalind Franklin (1920–1958), britische Chemikerin
- Ryan Franklin (* 1973), US-amerikanischer Baseballspieler
- S. Harvey Franklin (1928–2015), britisch-neuseeländischer Geograph
- Shalom Brune-Franklin (* 1994), britisch-australische Schauspielerin
- Scott Franklin, US-amerikanischer Filmproduzent
- Scott Franklin (Politiker) (* 1964), US-amerikanischer Politiker und Geschäftsmann
- Sean Franklin (* 1985), US-amerikanischer Fußballspieler
- Shirley Franklin (* 1945), US-amerikanische Politikerin
- Sidney Franklin (1893–1972), US-amerikanischer Filmregisseur und -produzent
- Sidney Franklin (Torero) (1903–1976), US-amerikanischer Stierkämpfer
- Simon Franklin, britischer Historiker
- Stuart Franklin (* 1956), britischer Fotojournalist
- Tom Franklin (* 1963), US-amerikanischer Schriftsteller
- Tony Franklin (Footballspieler, 1950) (* 1950), australischer Australian-Football-Spieler
- Tony Franklin (Footballspieler, 1956) (* 1956), US-amerikanischer American-Football-Spieler
- Tony Franklin (Footballtrainer) (* 1957), US-amerikanischer American-Football-Trainer
- Tony Franklin (* 1962), britischer Rockmusiker
- Tori Franklin (* 1992), US-amerikanische Dreispringerin
- Ursula Franklin (1921–2016), deutsch-kanadische Physikerin
- Webb Franklin (* 1941), US-amerikanischer Politiker
- William Franklin (Gouverneur) (um 1730–1813), amerikanischer Jurist, Militär und Kolonialgouverneur
- William Franklin (Musiker) (1906–nach 1948), US-amerikanischer Jazzmusiker und Sänger (Bariton)
- William Franklin (Basketballspieler, 1949) (William Thomas Franklin; * 1949), US-amerikanischer Basketballspieler
- William Franklin (Basketballspieler, 1985) (* 1985), US-amerikanischer Basketballspieler
- William Buel Franklin (1823–1903), US-amerikanischer General
- William Edwin Franklin (* 1930), US-amerikanischer Geistlicher, Bischof von Davenport
- William Temple Franklin (1760–1823), US-amerikanischer Diplomat, Künstler und Schriftsteller
- Zaire Franklin (* 1996), US-amerikanischer American-Football-Spieler

### Als Vorname
- Franklin Bittencourt (* 1969), brasilianischer Fußballspieler und -trainer
- Franklin Buchanan (1800–1874), US-amerikanischer Offizier
- Franklin Chang-Díaz (* 1950), US-amerikanischer Astronaut
- Franklin Cover (1928–2006), US-amerikanischer Filmschauspieler
- Franklin Gardner (1823–1873), US-amerikanischer Offizier
- Franklin H. Giddings (1855–1931), US-amerikanischer Soziologe
- Franklin Graham (* 1952), US-amerikanischer Prediger
- Franklin Kameny (1925–2011), US-amerikanischer Astronom und LGBT-Aktivist
- Franklin Kopitzsch (* 1947), deutscher Politiker
- Franklin MacVeagh (1837–1934), US-amerikanischer Finanzminister
- Franklin Martinez, venezolanischer Poolbillardspieler
- Franklin Pierce (1804–1869), US-amerikanischer Präsident
- Franklin Pühn (1925–2020), deutscher Künstler und Bildhauer
- Franklin D. Roosevelt (1882–1945), US-amerikanischer Präsident
- Franklin Salas (* 1981), ecuadorianischer Fußballspieler
- Franklin J. Schaffner (1920–1989), US-amerikanischer Filmregisseur
- Franklin Stahl (1929–2025), US-amerikanischer Genetiker

### Als Zweiter Vorname
- Julio Franklin Santana (* 1973), dominikanischer Baseballspieler

### Künstlername
- Franklin (Moderator) (Frank Schmidt; * 1975), deutscher Fernsehmoderator und Zauberkünstler

### Kunstfigur
- Franklin, Comicfigur aus den Peanuts